# J. Hart Brewer
John Hart Brewer, född 29 mars 1844 i Hunterdon County i New Jersey, död 21 december 1900 i Trenton i New Jersey, var en amerikansk politiker (republikan). Han var ledamot av USA:s representanthus 1881–1885.
Brewer efterträdde 1881 Hezekiah Bradley Smith som kongressledamot och efterträddes 1885 av James Buchanan.
Brewer är begravd på Riverview Cemetery i Trenton.